# Lyse kyrka
Lyse kyrka är en kyrkobyggnad i Lysekils kommun. Den tillhör sedan 2023 Lysekils norra församling (tidigare Lyse församling) i Göteborgs stift.

## Kyrkobyggnaden
Dagens Lyse kyrka uppfördes 1911-1912 efter ritningar av arkitekt Sigfrid Ericson. Byggmästare var Linus Johan Johansson. Byggnaden har en stomme av granit och består av långhus med smalare kor och halvrund absid i öster. Vid långhusets norra sida finns en sakristia och vid dess västra sida ett kyrktorn med ingång och vapenhus. Elektricitet installerades 1921. Kyrkan står norr om den gamla kyrkan.

## Lyse gamla kyrka
Lyse kyrka står första gången antecknad i biskop Eysteins jordebok från 1391 som Lýsa. Denna kyrkobyggnad stod då på samma ställe som den nuvarande kyrkoruinen. Delar av muren mot norr kan vara från den medeltida kyrkan. Den romanska gravhällen i form av ett kistlock som finns kvar i ruinen kan vara från 1100-talet. År 1702 smyckades kyrkorummet med målningar av Christian von Schönfeldt. Kyrkan hade förr ett rödmålat trätorn vid västra gaveln, i tornet hängde även en klocka från 1613 med inskriften "Si Deus pro nobis, qvis contra nos" översatt på svenska "Om Gud är för oss, vem kan då vara emot oss".

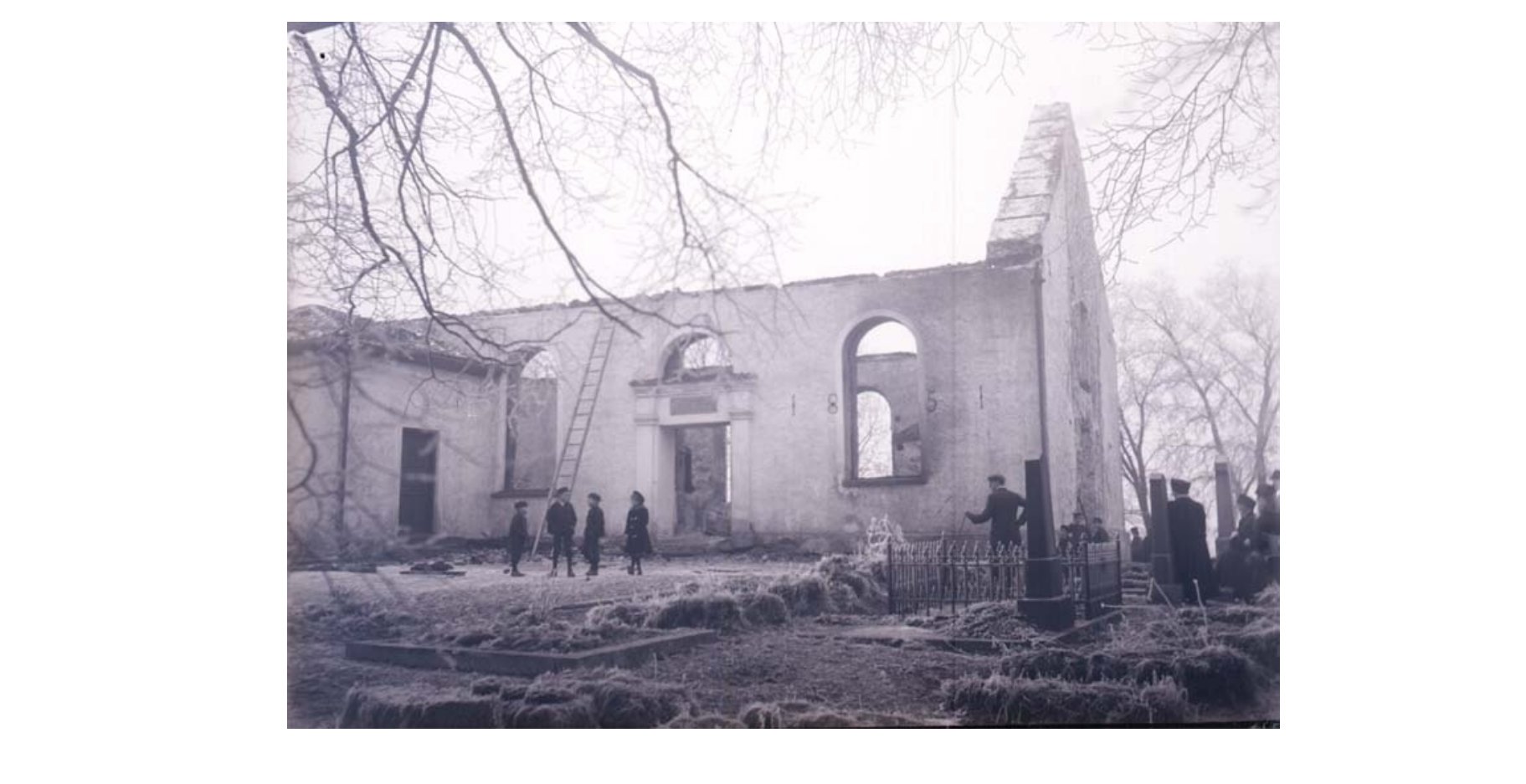
Lyse gamla kyrka efter branden 1909.

År 1851 byggdes kyrkan om och var då en av de ljusaste och vackraste helgedomar i Bohuslän. I samband med ombyggnationen omplanerades kyrkogården och många av de gamla gravarna togs bort. Söndagen den 14 februari 1909 brann kyrkan ner och har sedan dess ej använts och står nu som en kyrkoruin.

## Inventarier
- Dopfunten är av rödgrå granit är komponerad 1912 av kyrkans arkitekt. Funten består av en sjukantig cuppa, profilerat skaft och bred kvadratisk fot.
- Predikstolen är tillverkad 1912 av Harald Petersson i Göteborg.

### Orgel
Den första orgeln, som var byggd 1880 av Salomon Molander förstördes vid branden. Den ersattes 1912 av en ny orgel från Johannes Magnusson, vilken omdisponerades 1958 av Lindegren Orgelbyggeri AB. Instrumentet har femton stämmor fördelade på två manualer och pedal.